# Мерил (град, Орегон)
Мерил (на английски: Merrill) е град в окръг Кламат, щата Орегон, САЩ. Мерил е с население от 897 жители (2000) и обща площ от 1,1 km². Намира се на 1239,6 m надморска височина. ЗИП кодът му е 97633, а телефонният му код е 541.